# Walter Hörmann
Walter Hörmann (* 13. September 1961 in Feldbach) ist ein ehemaliger österreichischer Fußballspieler und derzeitiger -trainer. Zuletzt stand er 2012 beim TSV Hartberg unter Vertrag.

## Spielerkarriere
Seine Fußballerkarriere begann er im Alter von neun Jahren bei Riegersburg. Mit 14 Jahren wechselte er zu Feldbach in die steirische Landesliga, wo er mit 16 Jahren in der Kampfmannschaft debütierte. 1980 wechselte er zu SK Sturm Graz. In der Saison 1980/1981 unter Trainer Otto Barić wurde er Vizemeister. Sein Teamdebüt gab er am 2. Mai 1984 gegen Zypern beim 2:1-Sieg in Nikosia. Nach fünf Jahren bei Sturm wechselte er 1985 in die Schweiz zum FC St. Gallen. Nach zwei Jahren in der Schweiz kehrte er 1987 nach Österreich zu FK Austria Wien zurück. Mit Austria Wien erreichte er zwei Meistertitel und zwei Cupsiege. Nach fünf Jahren bei der Austria gab er sein Comeback bei seinem ersten Profiklub SK Sturm Graz. Im Sommer 1996 wechselte er zu SV Austria Salzburg, wo er seinen letzten großen Erfolg mit dem Gewinn des österreichischen Meistertitels unter Trainer Heribert Weber verbuchen konnte. Nach zwei erfolgreichen Jahren an der Salzach ging er im Juli 1998 zum FC Kärnten und ab Jänner 2000 zum DSV Leoben, wo er allerdings nur bis Juli 2000 blieb. – Hörmann bestritt 15 Länderspiele für die österreichische Fußballnationalmannschaft und absolvierte 429 Einsätze in der Bundesliga.

## Trainerkarriere

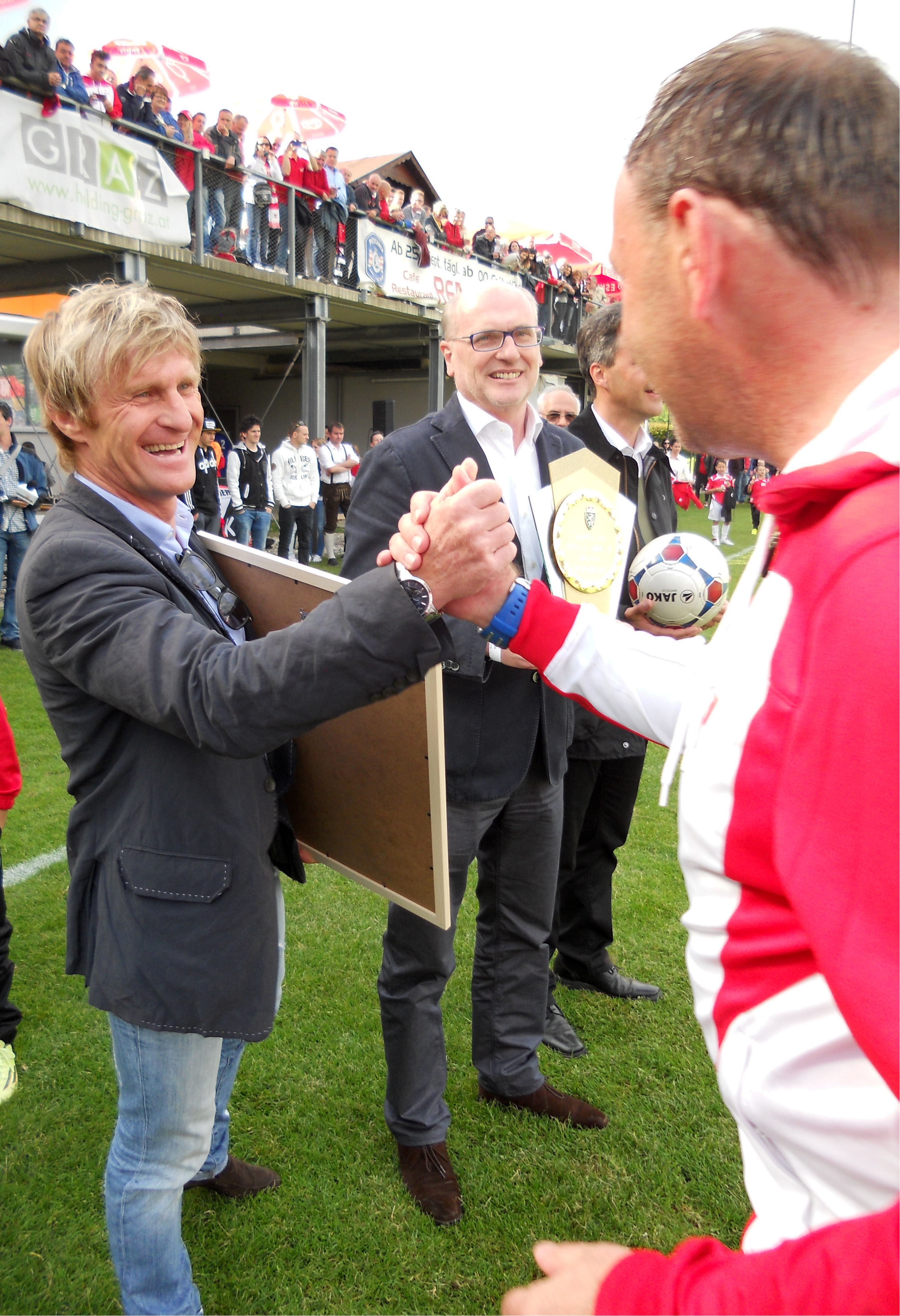
Walter Hörmann gratuliert in seiner Funktion als Sportdirektor des StFV dem GAK zum Meistertitel in der 1. Klasse (Mai 2014)

Hörmann begann seine Trainerkarriere als Co-Trainer bei FK Austria Wien. Als der damalige Cheftrainer Arie Haan 2001 entlassen wurde, übernahm Hörmann ab August 2001 gemeinsam mit seinem früheren Mannschaftskollegen Anton Pfeffer als gleichgestellte Trainer das Training der Kampfmannschaft.
Nachdem das Duo nach nur vier Monaten entlassen worden war, wechselte er im März 2002 in das Fürstentum Liechtenstein und übernahm den FC Vaduz, der in der zweiten Schweizer Liga engagiert war. Quasi in einer Doppelfunktion leitete er ab Juli 2003 auch die Spiele als Trainer der Liechtensteiner Fussballnationalmannschaft und führte die Amateure beinahe zu ihrem ersten Sieg.
Jänner 2004 nahm er das Angebot von Austria Salzburg an, dort Trainer zu werden, wurde allerdings nach zwei Spielen und hohen Niederlagen wieder entlassen.
In der Saison 2004/05 war er Trainer beim FC Wil in der Challenge League. Im Sommer 2006 übernahm er den österreichischen Regionalligisten und Vizemeister der Saison 2005/06 SKN St. Pölten. Am 3. August 2006 bestand er die Trainerdiplomprüfung. Nachdem in der Winterpause 2006/07 nur Platz 7 erreicht wurde und etliche Spieler den Verein verlassen hatten, wurde er auf sein Ersuchen hin aus dem Vertrag entlassen. Am 1. Februar 2007 übernahm Walter Hörmann beim SK Sturm Graz den Posten des Sportkoordinators. Von 27. April 2007 bis Juni 2008 war er Sportdirektor und nach der Entlassung des ehemaligen Teammanagers Hans Lang alleine für die Geschicke der Grazer auf Managerebene verantwortlich.
Ab 19. Dezember 2008 bis August 2010 übte Hörmann die Funktion des Sportdirektors beim SCR Altach aus (Quelle: transfermarkt.at); vom 1. April 2012 bis Juni desselben Jahres amtierte er als Trainer des TSV Hartberg. Seit 1. August 2012 ist Walter Hörmann als Sportdirektor beim Steirischen Fußballverband engagiert.
Walter Hörmann ist in zweiter Ehe verheiratet und hat zwei Kinder. Sein Sohn Philipp wurde ebenfalls Fußballprofi.